# Nový Svet
Nový Svet est un village de Slovaquie situé dans la région de Bratislava.

## Démographie

### Évolution de la population
| Année:               | 1994. | 2004. | 2014.    | 2024.    |
| -------------------- | ----- | ----- | -------- | -------- |
| Nombre de personnes: | 0     | 59    | 86       | 101      |
| Différence:          |       | –     | +45,76 % | +17,44 % |

| Année:               | 2023. | 2024.   |
| -------------------- | ----- | ------- |
| Nombre de personnes: | 102   | 101     |
| Différence:          |       | -0,98 % |